# Jelle Taeke de Boer
Jelle Taeke de Boer (1908-1970) was een controversieel Nederlands kunsthandelaar en -verzamelaar die bijna zijn gehele werkzame leven besteedde aan het verzamelen van niet eerder ontdekte meesterwerken van bekende impressionisten. Hij werd echter in Nederlandse kunstkringen niet serieus genomen.

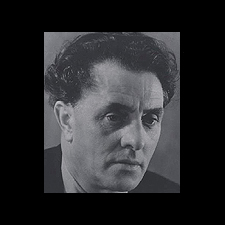
Jelle Taeke de Boer

Alhoewel hij voornamelijk werken kocht die hij toedichtte aan Vincent van Gogh, zocht hij ook naar werken van andere beroemde meesters als Manet, Monet, Paul Cézanne, Renoir en Henri de Toulouse-Lautrec.  Ook wist hij de hand te leggen op tekeningen en schilderijen van mindere goden zoals Israëls, Koekkoek, De Vlaminck, en Luns (de vader van oud-minister Joseph Luns) en 9 stukken van de Amerikaanse impressionist Walter Castle Keith. De Jelle de Boer-collectie heeft op een bepaald moment mogelijk 1000 werken bevat. Toen De Boer zijn collectie in 1966 toonde aan kunstcritici, werd door hun geconcludeerd dat vrijwel alle werken vervalsingen waren.
Op 14 augustus 1967 werd door de Zwitserse Justitie een deel van de collectie van Jelle de Boer in beslag genomen, omdat men eveneens meende dat het om vervalsingen ging. Volgens De Boer bevatte de in de Hofgalerie te Luzern geëxposeerde collectie meer dan honderd onbekende meesterwerken van impressionisten als Vincent van Gogh en tijdgenoten. Een deel werd korte tijd daarna vrijgegeven maar 21 werken bleven achter slot en grendel in het Politiemuseum van Luzerne. Na vele rechtszaken werden de laatste 21 werken uiteindelijk in 2002 teruggegeven. 

## Voetnoten
1. ↑  zie artikel 'Vals of echt' in Het Vrije Volk van 1-8-1967